# Sandú Darié Laver
Sandú Darié Laver (Román, Rumanía, 6 de abril de 1908 — La Habana, Cuba, 2 de septiembre de 1991) fue un artista gráfico rumano-cubano. Desarrolló su trabajo en las disciplinas de escultura, pintura, dibujo, dibujo humorístico, cerámica, diseño escenográfico, diseño de vestuario teatral y realizador cinematográfico.
Entre 1926 y 1932 realizó estudios en la Facultad de Derecho, París, Francia. Entre 1958 y 1961 fue miembro del Grupo “Diez Pintores Concretos”, La Habana. En 1982 fue jurado del Salón Paisaje’82, Museo Nacional de Bellas Artes, La Habana y en 1988 Jurado del 3.er Salón de Premiados, Museo Nacional de Bellas Artes, La Habana, Cuba.

## Exposiciones personales
- 1966 Pintura Cinética de Sandú Darié. Cosmorama. Electro Pintura en movimiento. Museo Nacional de Bellas Artes, La Habana, Cuba.
- 1971 Sandú Darié. Selección de 12 de sus obras desde 1944. Museo Nacional de Bellas Artes, La Habana, Cuba.
- 1984 Espectáculo de arte cinético “Imágenes en movimiento con ritmos batá” (colateral a la 1.a Bienal de La Habana). Pabellón Cuba, La Habana, Cuba.
- 1988 Sandú Darié. Exposición Antológica 1945 1988. Museo Nacional de Bellas Artes, La Habana, Cuba.

## Exposiciones colectivas
- 1951 "Some areas of research from 1913 to 1951". Rose Fried Gallery, Nueva York, EE. UU.
- 1952 XXVI Biennale di Venezia. Venecia, Italia
- 1953, 1955 y 1957 II, III y IV Bienal do Museu de Arte Moderna de Sâo Paulo. Parque Ibirapuera, BRASIL.
- 1972 Encuentro de Plástica Latinoamericana. Galería Latinoamericana, Casa de las Américas, La Habana. Cuba
- 2000 "Tono a tono". Exposición de Arte Abstracto. Salón de la Solidaridad, Hotel Habana Libre Tryp, La Habana, CUBA.

## Premios
Entre los principales premios que ha obtenido se encuentran:
- 1956 Mención Honorífica. VIII Salón Nacional de Pintura y Escultura. Museo Nacional de Bellas Artes, La Habana, Cuba.
- 1975 Miembro Honorífico. Academia Real de Bellas Artes, La Haya, Holanda.

## Legado
Sandú ha inspirado a varios artistas contemporáneos. Adrianna Manley afirma que su estilo es similar al de Sandú.

## Obras en colección
Su trabajo se encuentra expuesto en las colecciones de:
- En la Casa de las Américas, La Habana. Cuba.
- En el Museo Nacional de Bellas Artes, La Habana, Cuba.
- En el Museum of Modern Art, Nueva York, EE. UU.

Además su trabajo se puede ver en las muralles de la gran sala de recepción del Hospital Hermanos Ameijeiras en La Habana.